# VCDIFF
VCDIFF는 델타 부호화를 위한 형식 및 알고리즘으로, IETF의 RFC 3284에 설명되어 있다. 이 알고리즘은 존 벤틀리와 더글러스 매킬로이가 1999년에 작성한 논문 "긴 공통 문자열을 사용한 데이터 압축"(Data Compression Using Long Common Strings)을 기반으로 한다. VCDIFF는 "HTTP의 델타 부호화"(RFC 3229)에서 델타 부호화 알고리즘 중 하나로 사용되며, 이전에 구글의 크롬 브라우저에서 사용되었던 Shared Dictionary Compression Over HTTP 기술에 적용되었다.

## 델타 명령어
VCDIFF에는 세 가지 델타 명령어가 있다: ADD, COPY, RUN. ADD는 새로운 시퀀스를 추가하고, COPY는 기존 시퀀스에서 복사하며, RUN은 반복되는 데이터를 추가한다.

## 구현
자유 소프트웨어 구현으로는 xdelta (버전 3) 및 open-vcdiff가 있다.
- 구글의 Shared Dictionary Compression Over HTTP 제안은 이 알고리즘을 사용하며, 구글 크롬 브라우저 버전 58까지 포함되었다.[2]
- xdelta - 오픈 소스 VCDIFF 델타 압축 구현 도구
- google/open-vcdiff - 또 다른 오픈 소스 VCDIFF 델타 압축 구현
- vczip 보관됨 2014-02-22 - 웨이백 머신는 vcodex 및 ast-open 패키지의 일부 (또한 UWIN의 일부)
- diffable - 자바 구현, 그러나 VCDIFF의 일종의 원본 수정
- jvcdiff - VCDIFF의 전체 디코더/인코더 자바 구현
- vcdiff-java - 또 다른 VCDIFF 자바 구현
- Miscellaneous Utility Library 보관됨 2013-02-04 - 웨이백 머신 - C# 구현, 디코딩 전용
- CyanDelta - Xdelta3 패치를 사용하여 시아노젠모드 롬을 업데이트한다.

## 같이 보기
- 델타 부호화
- 데이터 차분화